# Досифей (ученик аввы Дорофея)
Досифей (греч. Ϫοσίθεος; † 1-я половина VI века) — ученик аввы Дорофея. Православный святой, почитается в лике преподобных, память совершается (по юлианскому календарю): 19 февраля (3 марта) в високосный год или 19 февраля (4 марта) в невисокосные годы и 13 августа.

## Жизнеописание
Основным источником сведений о преподобном Досифее является первоначальная редакция жития, написанная его наставником аввой Дорофеем. В конце VI века один из учеников преподобного Дорофея составил на её основе окончательную редакцию жития.
Досифей был родственником некого военачальника, привык к роскошной жизни и по словам жития «никогда не слыхал слова Божия». Услышав рассказы о Иерусалиме Досифей сам захотел посетить город и увидеть его святыни. Там в церкви Успения Пресвятой Богородицы в Гефсимании перед изображением Страшного суда

…он увидел благолепную Жену, облечённую в багряницу, Которая стояла подле него и объясняла ему муку каждого из осуждённых и давала при том некоторые другие наставления от Себя. Юноша, слыша сие, изумлялся и дивился, ибо, как я уже сказал, он никогда не слыхал ни слова Божия, ни того, что есть Суд. И так он сказал Ей: «Госпожа! Что должно делать, чтобы избавиться от сих мук?» Она отвечала ему: «Постись, не ешь мясо и молись часто, и избавишься от мук». Давши ему сии три заповеди, багряноносная Жена стала невидима и более не являлась ему. 

После этого Досифей стал вести аскетический образ жизни и был приведён воинами, которые дали ему совет оставить мирскую жизнь, в монастырь аввы Серида. Юношу отдали в ученики преподобному Дорофею, который сделал его своим помощником в монастырской больнице. Житие сообщает, что Досифей был «искусен во всяком деле, которое исполнял; он служил в больнице больным, и каждый был успокоен его служением, ибо он всё делал тщательно».
Прожив в монастыре пять лет Досифей скончался после продолжительной болезни (житие сообщает, что он «стал харкать кровью»). Перед смертью, изнемогая от боли, Досифей обратился с преподобному Варсонофию Великому:

Страдая сильно, Досифей возвестил о сём великому старцу, говоря: «Отпусти меня, более не могу терпеть». На сие старец отвечал ему: «Терпи, чадо, ибо близка милость Божия». Блаженный же Дорофей, видя, что он так сильно страдал, скорбел о сём, боясь, чтобы он не повредился умом. Через несколько дней Досифей опять возвестил о себе старцу, говоря: «Владыко мой, не могу более жить»; тогда старец отвечал ему: «Иди, чадо, с миром, предстань Святой Троице и молись о нас».

Многие из монастырской братии начали роптать так как считали, что Досифей не сделал за своё пребывание в монастыре ничего, заслуживающего такого предсмертного напутствования. Авва Дорофей пишет, что спустя какое-то время пришедшему в монастырь старцу в видении был явлен сонм монахов обители, пребывающих на небесах, и среди них был Досифей.